# 东湖街道 (长沙市)
东湖街道是中华人民共和国湖南省长沙市芙蓉区下辖的一个街道。

## 行政区划
东湖街道下辖以下村级行政区划单位：
龙马社区、滨湖社区、韶光社区、东湖村、合平村和渔场村。